# Harald Benz
Harald Benz (* 12. August 1972 in Grabs) ist ein ehemaliger liechtensteinischer Fussballspieler.

## Karriere

### Verein
In seiner Jugend spielte Benz für den FC Triesenberg, den Hauptstadtklub FC Vaduz und den FC Balzers, bei dem er 1991 in den Herrenbereich befördert wurde. Ein Jahr später kehrte er zum FC Triesenberg zurück, bevor er sich ein weiteres Mal dem FC Balzers anschloss. 1994 wechselte er erneut zum FC Triesenberg, 1996 unterschrieb er wieder einen Vertrag beim FC Balzers. 2001 verpflichtete ihn abermals der FC Triesenberg, für den er dann bis zu seinem Karriereende 2007 aktiv war. 

### Nationalmannschaft
Benz absolvierte sein einziges Länderspiel für die liechtensteinische Fussballnationalmannschaft am 5. Juni 1999 beim 0:4 gegen Aserbaidschan im Rahmen der Qualifikation zur Fußball-Europameisterschaft 2000.